# كالي (رسامة)
كالي (بالبولندية: Hanna Gordziałkowska-Weynerowska)‏ هي رسامة بولندية، ولدت في 18 ديسمبر 1918 في وارسو في بولندا، وتوفيت في 20 يونيو 1998 في سان فرانسيسكو في الولايات المتحدة.